# Louis Koeltz
Louis Koeltz, eigentlich Louis Marie Koeltz (* 30. September 1884 Besançon; † 27. Mai 1970 Paris) war ein französischer Offizier, zuletzt Generalleutnant. Er diente im Ersten Weltkrieg als Generalstabsoffizier und im Zweiten Weltkrieg war er Kommandierender General vom XIX. Armeekorps der französischen Armee in Algier. Nach dem Krieg war er Regierungsvertreter Frankreichs im Kontrollrat der Alliierten (1945–1946) im besetzten Nachkriegsdeutschland.

## Leben
Koeltz war 1913 Absolvent der Kriegsschule in Paris. Anschließend diente er als Generalstabsoffizier im Ersten Weltkrieg. Von 1926 bis 1935 war Koeltz Chef des Deuxieme Bureau, dem Auslands-Nachrichtendienst des französischen Generalstabes eingesetzt. Sein Dienstgrad war Colonel und er wurde 1937 zum Brigadegeneral ernannt. Er wurde 1940 zum Divisionsgeneral ernannt und war ab 25. Juni 1940 Direktor des Services de l'Armistice. Im September 1941 wurde Koeltz zum Befehlshaber des XIX. französischen Armeekorps in Algerien ernannt. Seit 1944 war er Kommandierender General der französischen Militärmission in Deutschland (französisch Mission Militaire pour les Affaires Allemandes). Ab 1945 war er der Leiter der französischen Delegation im Alliierten Kontrollrat in Berlin, bis er zum 14. Juni 1946 abgelöst wurde. Sein Nachfolger war der General Roger Noiret.
1946 wurde er zum Großoffizier der Ehrenlegion ernannt und aus der Armee entlassen.